# Ildikó Enyedi
Ildikó Enyedi (Budapeste, 15 de novembro de 1955) é uma cineasta e roteirista húngara. Filha do geógrafo George Enyedi, iniciou sua carreira cinematográfica em 1989 e já coleciona o Caméra d'Or e o Urso de Ouro.

## Filmografia
- Vakond (1986)
- Az én XX. századom (1989)
- Bűvös vadász (1994)
- A Gyár (1995)
- Tamás és Juli (1997)[3]
- Simon mágus (1999)
- Európából Európába (2004)
- Első szerelem (2008)
- Testről és lélekről (2017)